# Mieczysławowo (gmina Izbica Kujawska)
Mieczysławowo – wieś w Polsce położona w województwie kujawsko-pomorskim, w powiecie włocławskim, w gminie Izbica Kujawska.
W latach 1954–1961 wieś należała i była siedzibą władz gromady Mieczysławowo, po jej zniesieniu w gromadzie Brdów. W latach 1975–1998 miejscowość administracyjnie należała do województwa włocławskiego.
Mieczysławowo jest siedzibą sołectwa w gminie Izbica Kujawska, w skład którego wchodzą wsie: Mieczysławowo oraz Śmielnik.

## Położenie
Mieczysławowo położone jest na Kujawach, w południowej części gminy Izbica Kujawska. Od północy graniczy ze wsią Śmielnik, od zachodu ze wsią Modzerowo, od wschodu z osadą Słubin (w sołectwie Nowa Wieś) oraz wsią Ciepliny, z kolei od południa graniczy ze wsiami Stypin oraz Korzecznik-Szatanowo, obydwie w gminie Babiak. Południowa granica Mieczysławowa stanowi również granicę powiatu włocławskiego z powiatem kolskim, oraz granicę województwa kujawsko-pomorskiego z województwem wielkopolskim.
Obszar wsi, według regionalizacji fizycznogeograficznej, położony jest  w megaregionie Pozaalpejska Europa Środkowa, prowincji Niż Środkowoeuropejski, podprowincji Pojezierze Południowobałtyckie, prowincji pojezierze Wielkopolskie, mezoregionie Pojezierze Kujawskie, mikroregionie Pagórki Piotrkowskie.

## Historia
Obszar wsi był zamieszkany od co najmniej neolitu, o czym świadczy występowanie stanowisk archeologicznych na terenie wsi oraz położone w pobliżu grobowce megalityczne we wsiach Wietrzychowice, Gaj oraz Sarnowo. Na terenie wsi zidentyfikowano, w ramach Archeologicznego Zdjęcia Polski (AZP), następujące stanowiska archeologicznie:
| Lp. | Numer obszaru AZP | Numer stanowiska na obszarze AZP | Numer stanowiska w miejscowości | Obiekt           | Chronologia                      | Kultura              |
| --- | ----------------- | -------------------------------- | ------------------------------- | ---------------- | -------------------------------- | -------------------- |
| 1.  | 53–45             | 061                              | 01                              | ślady osadnictwa | neolit                           | pucharów lejkowatych |
| 2.  | 53–45             | 062                              | 02                              | ślady osadnictwa | neolit                           |                      |
| 2.  | 53–45             | 062                              | 02                              | osada            | średniowiecze wczesne faza E - F |                      |
| 3.  | 53–45             | 063                              | 03                              | ślady osadnictwa | neolit                           | pucharów lejkowatych |
| 4.  | 53–45             | 064                              | 04                              | ślady osadnictwa | epoka kamienia                   |                      |
| 4.  | 53–45             | 064                              | 04                              | ślady osadnictwa | epoka brązu                      | łużycka              |
| 4.  | 53–45             | 064                              | 04                              | osada            | późne średniowiecze              |                      |

W czasach nowożytnych tereny wsi wchodziły w skład Dóbr izbickich. Początki wsi wiążą się z osiedleniem kolonistów niemieckich w poł. XIX wieku. Od 1855 roku Dobra izbickie były w posiadaniu Marii Słubickiej na Słubicach h. Prus (I) (córki generała Augustyna Słubickiego), które odziedziczyła po swojej matce Łucji Zboińskiej z Ossówki h. Ogończyk. Majątkiem zarządzała wspólnie ze swoim mężem hrabią Mieczysławem Miączyńskim z Miączyna h. Suchekomnaty.
Wieś została założona w roku 1855. Zgodnie z treścią aktu, podpisanego przez pełnomocnika właścicieli, z  14 lipca 1855 r. na terenie Dóbr Izbickich zostaną osiedleni koloniści niemieccy. W drugim akcie, zawartym w roku 1861, właściciele nadali 4 morgi ziemi nauczycielowi ewangelickiemu, w tym 0,5 morgi z przeznaczeniem na cmentarz. W obydwóch tych dokumentach, koloniści zostali także zobowiązani do świadczeń rzeczowych dla proboszcza parafii rzymskokatolickiej w Modzerowie. Pierwszymi osadnikami byli m.in.: Gottlob Schinke, Gottlieb Krieger, Johann  Policki, Daniel Matz, Gottlob Litke, Gottfried Liedke, Gottlieb Tonn i Ludwig Nikel.  Wieś się rozwijała – w 1885 roku 40 domostw zamieszkiwało 340 mieszkańców, uprawiających 736 mórg ziemi.
Prawdopodobnie od początków osadnictwa istniała we wsi szkoła ewangelicka, potwierdzona w dokumentach z roku 1867. W 1910 roku społeczność Kantoratu w Mieczysławowie zbudowała murowaną szkołę i dom modlitewny (z salą modlitewną i domem nauczyciela). Szkoła została oficjalnie otwarta we wrześniu 1910 r., w święto Michała Archanioła, przez pastora parafii przedeckiej Ferdinanda Karla Buschmann’a i pastora parafii dąbskiej Antoniego Rutkowskiego. Nauczycielem i Kantorem w Mieczysławowie był wtedy Wilhelm Lorenz. Dwukrotnie w roku mszę świętą w Kantoracie odprawiał pastor przedecki, na co dzień mszy przewodniczył miejscowy nauczyciel (kantor), ponadto prowadzono także nauki badania Biblii (tzw. Bibelstunden). W 1925 r. powstała szkoła podstawowa z polskim językiem wykładowym (wcześniej język niemiecki). W 1935 r. nauczycielem i kantorem był Rudolf Weber. Do szkoły uczęszczały zarówno dzieci protestanckie (40 osób) jak i katolickie. Na jesieni 1945 roku ponownie, po przerwie spowodowanej II wojną światową, rozpoczęto naukę w szkole. Szkoła podstawowa istniała do połowy lat 90. XX wieku, w ostatnich latach jako Filia Szkoły Podstawowej nr 1 w Izbicy Kujawskiej, szkołę zlikwidowano w roku 1996.
W roku 1954, zgodnie z reformą podziału administracyjnego, Mieczysławowo zostało siedzibą Gromadzkiej Rady Narodowej gromady Mieczysławowo, w skład której wchodziły wsie: Mieczysławowo, Modzerowo, Nowa Wieś, Stypin, Szatanowo, Ciepliny oraz Kolonia Ciepliny.

### Nazwa
Nazwa miejscowości pochodzi od imienia założyciela i właściciela wsi Mieczysława Miączyńskiego. Wieś została założona pod nazwą Mieczysław, w późniejszym okresie używana była nazwa Mieczysławów, głównie wśród ewangelickich mieszkańców wsi (w ten sposób była określana jeszcze w l. 30. XX wieku w opracowaniu dotyczącym parafii ewangelicko-augsburskiej w Przedczu). Ostateczna nazwa wsi Mieczysławowo ukształtowała się w II poł. XIX wieku, głównie wśród katolickich mieszkańców wsi (w ten sposób zapisywano ją m.in. w księgach metrykalnych parafii rzymskokatolickiej w Modzerowie).
W czasie okupacji niemieckiej, podczas II wojny światowej, miejscowość nosiła nazwę Schulzenheim.

## Ludność
| Rok  | Ludność |
| 1885 | 340     |
| 1998 | 90      |
| 2002 | 51      |
| 2009 | 39      |
| 2011 | 33      |
| 2022 | 26      |

## Sąsiednie wsie
Śmielnik, Modzerowo, Korzecznik-Szatanowo, Stypin, Ciepliny, Słubin, Chociszewo
Zobacz też: Mieczysławowo, Mieczysławów